# مگی مک‌نیل
مگی مک‌نیل (به انگلیسی: Maggie MacNeal) (زاده ۵ می ۱۹۵۰) خواننده هلندی است.
او نماینده هلند در یوروویژن ۱۹۸۰ بود. او همچنین به عنوان عضوی از گروه دونفره موس و مک‌نیل در یوروویژن ۱۹۷۴ شرکت کرد.